# Palmarés da Agritubel
A equipa ciclista profissional francês Agritubel  tem tido durante a sua história as seguintes vitórias:

## Agritubel

### 2005

#### Circuitos Continentais UCI
| Datas        | Carreiras                             | Ganhador              |
| 6 de março   | Les mounts du Luberon                 | Florent Brard         |
| 13 de março  | Paris-Troyes                          | Florent Brard         |
| 18 de março  | Clássica de Loire-Atlantique          | José Alberto Martínez |
| 20 de março  | La Roue Tourangelle                   | Gilles Canouet        |
| 6 de abril   | 3.ª etapa do Circuito de la Sarthe    | Florent Brard         |
| 29 de abril  | 4.ª etapa do Circuit de Lorraine      | Saulius Ruškys        |
| 23 de agosto | 1.ª etapa do Tour de Poitou-Charentes | Christophe Agnolutto  |
| 26 de agosto | 4.ª etapa do Tour de Poitou-Charentes | Linas Balčiūnas       |

### 2006

#### UCI Pro Tour de 2006
| Datas       | Carreiras                    | Ganhador            |
| 12 de julho | 10.ª etapa do Tour de France | Juan Miguel Mercado |

#### Circuitos Continentais UCI
| Datas         | Carreiras                            | Ganhador              |
| 26 de março   | 3.ª etapa do Critérium Internacional | José Alberto Martínez |
| 15 de abril   | 3.ª etapa do Rhône-Alpes Isère Tour  | Eduardo Gonzalo       |
| 21 de maio    | 3.ª etapa do Circuit de Lorraine     | Eduardo Gonzalo       |
| 28 de maio    | Volta à Baviera                      | José Alberto Martínez |
| 16 de junho   | 1.ª etapa da Boucles de la Mayenne   | Benoît Sinner         |
| 2 de setembro | 3.ª etapa do Tour de l'Avenir        | Hans Dekkers          |
| 5 de setembro | 6.ª etapa do Tour de l'Avenir        | Moisés Donas          |
| 9 de setembro | Tour de l'Avenir                     | Moisés Donas          |

### 2007

#### Circuitos Continentais UCI
| Datas          | Carreiras                                          | Ganhador         |
| 10 de março    | 2.ª etapa dos Três Dias de Flandres Ocidental      | Hans Dekkers     |
| 23 de março    | Clássica de Loire-Atlantique                       | Nicolas Jalabert |
| 20 de abril    | 2.ª etapa do Rhône-Alpes Isère Tour                | Nicolas Vogondy  |
| 1 de maio      | Tour de Vendée                                     | Mikel Gaztañaga  |
| 17 de maio     | 1.ª etapa do Grande Prêmio Paredes Rota dos Móveis | Mikel Gaztañaga  |
| 3 de junho     | Boucles de l'Aulne                                 | Romain Feillu    |
| 9 de junho     | 3.ª etapa do Tour de Luxemburgo                    | Romain Feillu    |
| 23 de junho    | 2.ª etapa da Boucles de la Mayenne                 | Nicolas Vogondy  |
| 24 de junho    | Boucles de la Mayenne                              | Nicolas Vogondy  |
| 23 de agosto   | 2.ª etapa do Regio-Tour                            | Moisés Donas     |
| 26 de agosto   | Regio-Tour                                         | Moisés Donas     |
| 15 de setembro | Volta à Grã-Bretanha                               | Romain Feillu    |
| 11 de outubro  | Paris-Bourges                                      | Romain Feillu    |

### 2008

#### Circuitos Continentais UCI
| Datas           | Carreiras                              | Ganhador              |
| 14 de fevereiro | 2.ª etapa do Tour do Mediterrâneo      | Jimmy Casper          |
| 29 de fevereiro | 1.ª etapa dos Três Dias de Vaucluse    | Nicolas Vogondy       |
| 2 de março      | Três Dias de Vaucluse                  | Nicolas Vogondy       |
| 21 de março     | Clássica de Loire-Atlantique           | Mikel Gaztañaga       |
| 24 de março     | Prologo do Volta à Normandia (CRI)     | Maxime Bouet          |
| 24 de março     | 1.ª etapa da Volta à Normandia         | Anthony Ravard        |
| 25 de março     | 2.ª etapa da Volta à Normandia         | Anthony Ravard        |
| 26 de março     | 3.ª etapa da Volta à Normandia         | Anthony Ravard        |
| 28 de março     | 5.ª etapa da Volta à Normandia         | Steven Caethoven      |
| 4 de abril      | Route Adélie                           | Kevyn Ista            |
| 8 de abril      | 1.ª etapa do Circuito de la Sarthe     | Anthony Ravard        |
| 19 de abril     | 3.ª etapa do Rhône-Alpes Isère Tour    | Nicolas Vogondy       |
| 22 de maio      | 2.ª etapa do Circuit de Lorraine       | Jimmy Casper          |
| 1 de junho      | Boucles de l'Aulne                     | Romain Feillu         |
| 19 de junho     | Prologo da Boucles de la Mayenne (CRI) | Nicolas Vogondy       |
| 22 de junho     | 2.ª etapa da Boucles de la Mayenne     | Jimmy Casper          |
| 23 de junho     | Boucles de la Mayenne                  | Freddy Bichot         |
| 31 de agosto    | Châteauroux Classic de l'Indre         | Anthony Ravard        |
| 9 de setembro   | 3.ª etapa da Volta a Grã-Bretanha      | Émilien-Benoît Bergès |
| 14 de setembro  | Volta à Grã-Bretanha                   | Geoffroy Lequatre     |

#### Campeonatos Nacionais
| Datas       | Carreiras                       | Ganhador        |
| 29 de junho | Campeonato da França em Estrada | Nicolas Vogondy |

### 2009

#### UCI World Ranking de 2009
| Datas       | Carreiras                   | Ganhador     |
| 10 de julho | 7.ª etapa do Tour de France | Brice Feillu |

#### Circuitos Continentais UCI
| Datas           | Carreiras                             | Ganhador           |
| 12 de fevereiro | 2.ª etapa do Tour do Mediterrâneo     | Kevin Ista         |
| 21 de fevereiro | Les Boucles du Sud Ardèche            | Freddy Bichot      |
| 27 de fevereiro | 5.ª etapa do Três dias de Vaucluse    | Maxime Bouet       |
| 1 de março      | Três dias de Vaucluse                 | David Le Lay       |
| 8 de março      | 3.ª etapa do Circuito de la Sarthe    | David Le Lay       |
| 10 de março     | Circuito de la Sarthe                 | David Le Lay       |
| 24 de março     | 2.ª etapa da Volta à Normandia        | Steven Caethoven   |
| 26 de março     | 5.ª etapa da Volta à Normandia        | Freddy Bichot      |
| 1 de abril      | 1.ª etapa da Volta ao Alentejo        | Maxime Bouet       |
| 16 de abril     | 1.ª etapa do Rhône-Alpes Isère Tour   | Nicolas Vogondy    |
| 17 de abril     | 2.ª etapa do Rhône-Alpes Isère Tour   | Yann Huguet        |
| 18 de abril     | 3.ª etapa do Rhône-Alpes Isère Tour   | Christophe Laurent |
| 19 de abril     | Rhône-Alpes Isère Tour                | Yann Huguet        |
| 7 de maio       | Tour du Doubs                         | Yann Huguet        |
| 16 de maio      | 2.ª etapa do Tour de Picardie         | Romain Feillu      |
| 31 de maio      | Boucles de l'Aulne                    | Maxime Bouet       |
| 25 de julho     | 1.ª etapa do Tour de Valonia          | Freddy Bichot      |
| 5 de agosto     | 1.ª etapa da Paris-Corrèze            | Freddy Bichot      |
| 21 de agosto    | 4.ª etapa do Tour de Limusino         | Romain Feillu      |
| 25 de agosto    | 1.ª etapa do Tour de Poitou-Charentes | Anthony Ravard     |
| 13 de setembro  | Grande Prêmio de Fourmies             | Romain Feillu      |